# Oberster Rat für Islamische Angelegenheiten (Ägypten)
Der Oberste Rat für Islamische Angelegenheiten (المجلس الأعلى للشؤون الإسلامية / al-Maǧlis al-Aʿlā li-š-Šuʾūn al-Islāmīya; engl. Supreme Council for Islamic Affairs; Abk. SCIA) in der Arabischen Republik Ägypten hat seinen Sitz in Kairo an der al-Azhar. Er ist dem Ministerium für Stiftungen nach islamischem Recht (Awqāf) unterstellt.
Vom Awqāf-Ministerium und Obersten Rat für Islamische Angelegenheiten werden unter anderem verschiedene islamische Enzyklopädien herausgegeben (in der Buchreihe سلسلة الموسوعات الإسلامية المتخصصة / Silsilat al-mawsūʿāt al-Islāmīya al-mutaḫaṣṣiṣa), darunter die früher nach Gamal Abdel Nasser benannte Enzyklopädie des islamischen Rechts (Mawsūʿat al-fiqh al-islāmī).

## Silsilat al-mawsūʿāt al-Islāmīya al-mutachassisa
- 1. The Specialized Qur’anic Encyclopedia. (الموسوعة القرآنية المتخصصة / al-Mawsūʿa al-Qurʾānīya al-mutaḫaṣṣiṣa) Auf den Koran spezialisierte Enzyklopädie
- 2. The Holy Prophetic Tradition’s (Hadith) Encyclopedia. (موسوعة علوم الحديث الشريف) Enzyklopädie der Hadith-Wissenschaft
- 3. The Prominent Muslim Thinkers’ Encyclopedia. (موسوعة أعلام الفكر الإسلامي) Encyclopedia of Islamic Thought
- 4. Enzyklopädie der islamischen Zivilisation (موسوعة الحضارة الإسلامية)
- 5. The Islamic Legislation’s Encyclopedia. (موسوعة التشريع الإسلامي) Enzyklopädie der islamischen Gesetzgebung
- 6. The Islamic Sects and Schools’ Encyclopedia. (موسوعة الفرق والمذاهب في العالم الإسلامي) Enzyklopädie der islamischen Schulen und Denkrichtungen

- 8. Enzyklopädie der islamischen Mystik (موسوعة التصوف الإسلامي)
- 9. Enzyklopädie der islamischen Philosophie (موسوعة الفلسفة الإسلامية)
- 10. The General Islamic Encyclopedia. (موسوعة العقيدة الإسلامية) Enzyklopädie des islamischen Glaubens
- 11. Enzyklopädie der Ethik (موسوعة الأخلاق)[4]